# Circuit de la Cornisa de Jiddah
El Circuit de la Cornisa de Jiddah (anglès: Jeddah Corniche Circuit; àrab: حلبة كورنيش جدة) és un circuit urbà de 6,174 km de longitud situat a la ciutat portuària de Jiddah, a l'Aràbia Saudita. Dissenyat per Carsten Tilke, fill del famós dissenyador de circuits Hermann Tilke, el nom li ve del fet d'estar situat a la Cornisa de Jiddah, una zona turística a la costa del Mar Roig.
Es tracta del circuit urbà més ràpid de la Fórmula 1 i el que té la tercera pista més llarga del calendari d'aquest campionat després dels de Spa-Francorchamps i Las Vegas. La pista té tres zones DRS consecutives.

## Història
El circuit va acollir el primer Gran Premi de l'Aràbia Saudita de Fórmula 1 el 5 de desembre de 2021. El novembre de 2022 va acollir la final de temporada de la Copa del Món de Turismes. En aquella ocasió es va configurar un traçat més curt que el de la F1, de només 3,450 km de longitud.
El febrer de 2025, el circuit va acollir la ronda d'Aràbia Saudita del campionat de la Fórmula E en substitució del Circuit urbà de Diriyah. També es va construir un traçat diferent per a aquella cursa, tot escurçant-ne la longitud a 3,001 km i afegint-hi una forquilla que connectava el revolt 3 del traçat de la F1 amb el 22 i algunes xicanes a les rectes anterior i posterior.